# Чемпіонат Туру WTA 2009
Чемпіонат Туру WTA 2009 (також знаний під назвою Sony Ericsson Championships – Doha 2009) - жіночий тенісний турнір, що проходив на відкритих кортах з твердим покриттям. Це був 39-й за ліком завершальний турнір сезону в одиночному розряді і 34-й - у парному. Вдруге відбувся на кортах Khalifa International Tennis Complex у місті Доха (Катар) і тривав з 27 жовтня до 1 листопада 2009 року.
Друга тенісистка в рейтингу WTA Серена Вільямс виграла свій другий завершальний турнір сезону, у фіналі перемігши сестру Вінус з рахунком 6–2, 7–6(4). Іспанська пара Нурія Льягостера Вівес і Марія Хосе Мартінес Санчес здобули титул у парному розряді, у фіналі перемігши першу пару світу і чинних чемпіонок Кару Блек і Лізель Губер з рахунком 7–6(0), 5–7, [10-7].

## Кваліфікація

### Одиночний розряд
| Рейтинг у чемпіонських перегонах в одиночному розряді (станом на 26 жовтня 2009) | Рейтинг у чемпіонських перегонах в одиночному розряді (станом на 26 жовтня 2009) | Рейтинг у чемпіонських перегонах в одиночному розряді (станом на 26 жовтня 2009) | Рейтинг у чемпіонських перегонах в одиночному розряді (станом на 26 жовтня 2009) | Рейтинг у чемпіонських перегонах в одиночному розряді (станом на 26 жовтня 2009) |
| Місце                                                                            | Ім'я                                                                             | Очки                                                                             | Tour                                                                             | Коли кваліфікувлася                                                              |
| -------------------------------------------------------------------------------- | -------------------------------------------------------------------------------- | -------------------------------------------------------------------------------- | -------------------------------------------------------------------------------- | -------------------------------------------------------------------------------- |
| 1                                                                                | Дінара Сафіна                                                                    | 7731                                                                             | 18                                                                               | 5 серпня                                                                         |
| 2                                                                                | Серена Вільямс                                                                   | 7576                                                                             | 17                                                                               | 19 серпня                                                                        |
| 3                                                                                | Світлана Кузнецова                                                               | 5772                                                                             | 18                                                                               | 5 жовтня                                                                         |
| 4                                                                                | Каролін Возняцкі                                                                 | 5475                                                                             | 24                                                                               | 14 вересня                                                                       |
| 5                                                                                | Олена Дементьєва                                                                 | 5415                                                                             | 19                                                                               | 14 вересня                                                                       |
| 6                                                                                | Вікторія Азаренко                                                                | 4451                                                                             | 16                                                                               | 9 жовтня                                                                         |
| 7                                                                                | Вінус Вільямс                                                                    | 4397                                                                             | 16                                                                               | 9 жовтня                                                                         |
| 8                                                                                | Єлена Янкович                                                                    | 3555                                                                             | 18                                                                               | 22 жовтня                                                                        |

### Парний розряд
| Рейтинг у чемпіонських перегонах у парному розряді (станом на 26 жовтня 2009) | Рейтинг у чемпіонських перегонах у парному розряді (станом на 26 жовтня 2009) | Рейтинг у чемпіонських перегонах у парному розряді (станом на 26 жовтня 2009) | Рейтинг у чемпіонських перегонах у парному розряді (станом на 26 жовтня 2009) | Рейтинг у чемпіонських перегонах у парному розряді (станом на 26 жовтня 2009) |
| Місце                                                                         | Імена                                                                         | Очки                                                                          | Tour                                                                          | Коли кваліфікувалися                                                          |
| ----------------------------------------------------------------------------- | ----------------------------------------------------------------------------- | ----------------------------------------------------------------------------- | ----------------------------------------------------------------------------- | ----------------------------------------------------------------------------- |
| 1                                                                             | Кара Блек Лізель Губер                                                        | 9100                                                                          | 20                                                                            | 9 вересня                                                                     |
| 2                                                                             | Вінус Вільямс Серена Вільямс                                                  | 6750                                                                          | 5                                                                             | 29 вересня                                                                    |
| 3                                                                             | Нурія Льягостера Вівес Марія Хосе Мартінес Санчес                             | 6396                                                                          | 19                                                                            | 5 жовтня                                                                      |
| 4                                                                             | Ренне Стаббс Саманта Стосур                                                   | 5048                                                                          | 15                                                                            | 12 жовтня                                                                     |

## Призовий фонд і очки
Сумарний призовий фонд турніру становив 4,5 млн доларів США.
| Етап                         | Одиночний розряд | Парний розряд1 | Очки 3 |
| ---------------------------- | ---------------- | -------------- | ------ |
| Чемпіон                      | +$770,000        | $375,000       | +450   |
| Фіналіст                     | +$380,000        | $187,500       | +360   |
| Круговий турнір (3 перемоги) | $400,000         | $93,7502       | 690    |
| Круговий турнір (2 перемоги) | $300,000         | -              | 530    |
| Круговий турнір (1 перемога) | $200,000         | -              | 370    |
| Круговий турнір (0 перемог)  | $100,000         | -              | 210    |
| Запасні                      | $50,000          | -              |        |

- 1 У парному розряді грошовий приз спільний на пару.
- 2 Грошовий приз півфіналісткам у парному розряді.
- 3 За участь у кожному матчі кругового турніру гравчиня автоматично отримує 70 очок, а за кожну перемогу в круговому турнірі - 160 додаткових очок

## Шлях на Чемпіонат

### Одиночний розряд
Гравчині на  золотому  тлі кваліфікувалися на Чемпіонат.
| Місце | Спортсменка        | Турніри Великого шлему | Турніри Великого шлему | Турніри Великого шлему | Турніри Великого шлему | Premier Mandatory | Premier Mandatory | Premier Mandatory | Premier Mandatory | Найкращі результати в Premier 5 | Найкращі результати в Premier 5 | Найкращі результати в інших турнірах | Найкращі результати в інших турнірах | Найкращі результати в інших турнірах | Найкращі результати в інших турнірах | Найкращі результати в інших турнірах | Найкращі результати в інших турнірах | Загалом очок | Турнірів |
| ----- | ------------------ | ---------------------- | ---------------------- | ---------------------- | ---------------------- | ----------------- | ----------------- | ----------------- | ----------------- | ------------------------------- | ------------------------------- | ------------------------------------ | ------------------------------------ | ------------------------------------ | ------------------------------------ | ------------------------------------ | ------------------------------------ | ------------ | -------- |
| Місце | Спортсменка        | AUS                    | FRA                    | WIM                    | USO                    | IW                | MIA               | MAD               | BEI               | 1                               | 2                               | 1                                    | 2                                    | 3                                    | 4                                    | 5                                    | 6                                    | Загалом очок | Турнірів |
| 1     | Дінара Сафіна      | Ф 1400                 | Ф 1400                 | ПФ 900                 | 1/16Ф 160              | ЧФ 250            | 1/16Ф 80          | П 1000            | 1/16Ф 80          | П 900                           | Ф 620                           | Ф 320                                | Ф 320                                | П 280                                | ПФ 130                               | 1/8Ф 60                              | 1/16Ф 1                              | 7,731        | 18       |
| 2     | Серена Вільямс     | П 2000                 | ЧФ 500                 | П 2000                 | ПФ 900                 | A 0               | Ф 700             | 1/32Ф 5           | 1/8Ф 140          | ПФ 395                          | ПФ 395                          | ПФ 200                               | ПФ 200                               | 1/8Ф 125                             | ЧФ 120                               | 1/16Ф 1                              | 1/16Ф 1                              | 7,576        | 17       |
| 3     | Світлана Кузнецова | ЧФ 500                 | П 2000                 | 1/16Ф 160              | 1/8Ф 280               | 1/32Ф 5           | ПФ 450            | 1/16Ф 5           | П 1000            | Ф 620                           | 1/8Ф 125                        | П 470                                | ЧФ 120                               | ЧФ 120                               | 1/16Ф 1                              | 1/16Ф 1                              | 1/16Ф 1                              | 5,772        | 18       |
| 4     | Каролін Возняцкі   | 1/16Ф 160              | 1/16Ф 160              | 1/8Ф 280               | Ф 1400                 | ЧФ 250            | ЧФ 250            | Ф 700             | 1/32Ф 5           | ЧФ 225                          | 1/8Ф 125                        | П 470                                | П 470                                | Ф 320                                | П 280                                | Ф 200                                | Ф 200                                | 5,475        | 24       |
| 5     | Олена Дементьєва   | ПФ 900                 | 1/16Ф 160              | ПФ 900                 | 1/32Ф 100              | 1/32Ф 5           | 1/8Ф 140          | 1/8Ф 140          | QF 250            | П 900                           | ПФ 395                          | П 470                                | Ф 320                                | П 280                                | ЧФ 225                               | ПФ 200                               | ПФ 200                               | 5,415        | 19       |
| 6     | Вікторія Азаренко  | 1/8Ф 280               | ЧФ 500                 | ЧФ 500                 | 1/16Ф 160              | ПФ 450            | П 1000            | 1/8Ф 140          | 1/16Ф 80          | ПФ 395                          | ЧФ 225                          | П 280                                | П 280                                | 1/8Ф 125                             | 1/8Ф 60                              | 1/16Ф 60                             | 1/16Ф 1                              | 4,451        | 16       |
| 7     | Вінус Вільямс      | 1/32Ф 100              | 1/16Ф 160              | Ф 1400                 | 1/8Ф 280               | A 0               | ПФ 450            | 1/16Ф 5           | 1/16Ф 80          | П 900                           | ПФ 395                          | Ф 320                                | П 280                                | 1/8Ф 125                             | 1/8Ф 60                              | 1/16Ф 1                              | 1/16Ф 1                              | 4,397        | 16       |
| 8     | Єлена Янкович      | 1/8Ф 280               | 1/8Ф 280               | 1/16Ф 160              | 1/32Ф 100              | 1/32Ф 5           | 1/32Ф 5           | ЧФ 250            | 1/16Ф 5           | П 900                           | Ф 620                           | П 280                                | ЧФ 225                               | ЧФ 225                               | ПФ 200                               | ЧФ 120                               | ЧФ 120                               | 3,555        | 18       |
| 9     | Віра Звонарьова    | ПФ 900                 | A 0                    | 1/16Ф 160              | 1/8Ф 280               | П 1000            | 1/16Ф 80          | A 0               | QF 250            | ЧФ 225                          | 1/8Ф 125                        | П 280                                | ЧФ 120                               | 1/8Ф 125                             | 1/8Ф 60                              | 1/8Ф 60                              | 1/16Ф 1                              | 3,550        | 19       |
| 10    | Агнешка Радванська | 1/64Ф 5                | 1/8Ф 280               | ЧФ 500                 | 1/32Ф 100              | ЧФ 250            | 1/8Ф 140          | 1/32Ф 5           | F 700             | ПФ 395                          | ЧФ 225                          | ЧФ 225                               | ПФ 130                               | ЧФ 120                               | ЧФ 120                               | ЧФ 120                               | ЧФ 120                               | 3,340        | 22       |

## Фінальна частина

### Одиночний розряд
Серена Вільямс —  Вінус Вільямс, 6–2, 7–6(7–4).

### Парний розряд
Нурія Льягостера Вівес /  Марія Хосе Мартінес Санчес —  Кара Блек /  Лізель Губер, 7-6(7-0), 5-7, [10-7].